# A Fazenda
A Fazenda è un reality show trasmesso in Brasile su RecordTV dal 31 maggio 2009 prodotto dalla Teleimage, Strix Television e Sony Pictures Television basato sul format svedese The Farm. I protagonisti del reality sono persone celebrity conosciute al pubblico equamente divise tra uomini e donne di varia estrazione sociale e collocazione geografica, le quali condividono la propria vita quotidiana sotto lo stesso tetto spiati 24 ore su 24 da una serie di telecamere.
La prima alla settima edizione sono state condotte da Britto Júnior, dalla ottava alla nuova edizione il conduzione passa a Roberto Justus, dalla decima alla dodicesimo ad Marcos Mion, dalla tredicesima in poi la conduzione passa a Adriane Galisteu. Dalla A Fazenda 13 è entrato in vigore il "Paiol" (una sorta di nido di maiali), dove sono rimasti dei partecipanti predefiniti nella sede e il pubblico decide chi segue il gioco e si unisce alle pedine, ottenendo l'ultimo posto libero e, nella A Fazenda 14, c'è stato il Roça Falsa, una sorta di "Paredão Falso", in cui uno dei concorrenti veniva isolato all'insaputa dei partecipanti, seguendo tutto ciò che accadeva nella realtà, e invitando altri concorrenti.

## Cast
Legenda
     Conduzione
     Regia
|                  | 1 | 2 | 3 | 4 | 5 | 6 | 7 | 8 | 9 | 10 | 11 | 12 | 13 | 14 | 15 | 16 | 17 |       |
| ---------------- | - | - | - | - | - | - | - | - | - | -- | -- | -- | -- | -- | -- | -- | -- | ----- |
| Adriane Galisteu |   |   |   |   |   |   |   |   |   |    |    |    |    |    |    |    |    | [ 6 ] |
| Britto Júnior    |   |   |   |   |   |   |   |   |   |    |    |    |    |    |    |    |    | [ 7 ] |
| Marcos Mion      |   |   |   |   |   |   |   |   |   |    |    |    |    |    |    |    |    | [ 7 ] |
| Roberto Justus   |   |   |   |   |   |   |   |   |   |    |    |    |    |    |    |    |    | [ 7 ] |
| Rodrigo Carelli  |   |   |   |   |   |   |   |   |   |    |    |    |    |    |    |    |    |       |

## A Fazenda 1 (2009)
|  | Dado Dolabella       | Vincitore            |
|  | Danni Carlos         | Seconda classificata |
|  | Carlinhos da Silva   | Eliminato            |
|  | Pedro Leonardo       | Eliminato            |
|  | Danielle Souza       | Eliminata            |
|  | Fabiana Alvarez      | Eliminata            |
|  | Jonathan Haagensen   | Eliminato            |
|  | Mirella Santos       | Eliminata            |
|  | Luciele di Camargo   | Eliminata            |
|  | Miro Moreira         | Eliminato            |
|  | Fabio Arruda         | Eliminato            |
|  | Théo Becker          | Eliminato            |
|  | Babi Xavier          | Eliminata            |
|  | Bárbara Koboldt      | Ritirata             |
|  | Franciely Freduzeski | Eliminata            |
|  | -------------------- | -------------------- |

## A Fazenda 2 (2009-2010)
|  | Karina Bacchi       | Vincitore            |
|  | André Segatti       | Secondo classificato |
|  | Mateus Rocha        | Eliminato            |
|  | Igor Cotrim         | Eliminato            |
|  | MC Leozinho         | Eliminato            |
|  | Cacau Melo          | Eliminata            |
|  | Sheila Mello        | Eliminata            |
|  | Caco Ricci          | Eliminato            |
|  | Maurício Manieri    | Eliminato            |
|  | Fernando Scherer    | Eliminato            |
|  | Andressa Suita      | Eliminata            |
|  | Adriana Bombom      | Eliminata            |
|  | Maria João Abujamra | Eliminata            |
|  | Ana Paula Oliveira  | Eliminata            |
|  | ------------------- | -------------------- |

## A Fazenda 3 (2010)
|  | Daniel Bueno      | Vincitore            |
|  | Sérgio Abreu      | Secondo classificato |
|  | Lizi Benites      | Terza classificata   |
|  | Luiza Gottschalk  | Eliminata            |
|  | Ana Carolina Dias | Eliminata            |
|  | Janaína Jacobina  | Eliminata            |
|  | Andressa Soares   | Eliminata            |
|  | Carlos Carrasco   | Eliminato            |
|  | Viola             | Eliminato            |
|  | Dudu Pelizzari    | Eliminato            |
|  | Nany People       | Eliminata            |
|  | Sérgio Mallandro  | Eliminato            |
|  | Tico Santa Cruz   | Eliminato            |
|  | Geisy Arruda      | Eliminata            |
|  | Monique Evans     | Eliminata            |
|  | ----------------- | -------------------- |

## A Fazenda 4 (2011)
|  | Joana Machado        | Vincitore            |
|  | Monique Evans        | Seconda classificata |
|  | Raquel Pacheco       | Terza classificata   |
|  | Valesca Popozuda     | Eliminata            |
|  | Marlon               | Eliminata            |
|  | Thiago Gagliasso     | Eliminato            |
|  | Dinei                | Eliminato            |
|  | Gui Pádua            | Eliminato            |
|  | Compadre Washington  | Eliminato            |
|  | Anna Markun          | Eliminata            |
|  | Dani Bolina          | Eliminata            |
|  | João Kléber          | Eliminato            |
|  | Taciane Ribeiro      | Eliminata            |
|  | Duda Yankovich       | Espulsa              |
|  | François Teles       | Eliminata            |
|  | Renata Banhara       | Eliminata            |
|  | Ana Paula Oliveira   | Corsa Speciale       |
|  | Franciely Freduzeski | Corsa Speciale       |
|  | -------------------- | -------------------- |

## A Fazenda 5 (2012)
|  | Viviane Araújo     | Vincitore            |
|  | Felipe Folgosi     | Secondo classificato |
|  | Léo Áquilla        | Terza classificata   |
|  | Nicole Bahls       | Eliminata            |
|  | Robertha Portella  | Eliminata            |
|  | Simone Sampaio     | Eliminata            |
|  | Vavá               | Eliminato            |
|  | Penélope Nova      | Eliminata            |
|  | Diego Pombo        | Eliminato            |
|  | Ângela Bismarchi   | Eliminata            |
|  | Gretchen           | Ritirata             |
|  | Rodrigo Capella    | Eliminato            |
|  | Shayene Cesário    | Eliminata            |
|  | Sylvinho Blau-Blau | Eliminato            |
|  | Gustavo Salyer     | Eliminato            |
|  | Lui Mendes         | Eliminato            |
|  | ------------------ | -------------------- |

## A Fazenda 6 (2013)
|  | Bárbara Evans    | Vincitore            |
|  | Denise Rocha     | Seconda classificata |
|  | Marcos Oliver    | Terzo classificato   |
|  | Mateus Verdelho  | Eliminato            |
|  | Gominho          | Eliminato            |
|  | Yani de Simone   | Eliminata            |
|  | Andressa Urach   | Eliminata            |
|  | Yudi Tamashiro   | Eliminato            |
|  | Beto Malfacini   | Eliminato            |
|  | Paulo Nunes      | Eliminato            |
|  | Scheila Carvalho | Eliminata            |
|  | Ivo Meirelles    | Eliminato            |
|  | Rita Cadillac    | Eliminata            |
|  | Aryane Steinkopf | Eliminata            |
|  | Lu Schievano     | Eliminata            |
|  | Márcio Duarte    | Eliminato            |
|  | ---------------- | -------------------- |

## A Fazenda 7 (2014)
|  | DH Silveira       | Vincitore            |
|  | Babi Rossi        | Seconda classificata |
|  | Heloísa Faissol   | Terza classificata   |
|  | Pepê & Neném      | Eliminata            |
|  | JP Mantovani      | Eliminato            |
|  | Andréia Sorvetão  | Eliminata            |
|  | MC Brunninha      | Eliminata            |
|  | Marlos Cruz       | Eliminato            |
|  | Bruna Tang        | Eliminata            |
|  | Débora Lyra       | Eliminata            |
|  | Felipeh Campos    | Eliminato            |
|  | Robson Caetano    | Eliminato            |
|  | Cristina Mortágua | Eliminata            |
|  | Lorena Bueri      | Eliminata            |
|  | Roy Rosselló      | Eliminato            |
|  | Diego Cristo      | Eliminato            |
|  | Oscar Maroni      | Eliminato            |
|  | ----------------- | -------------------- |

## A Fazenda 8 (2015)
|  | Douglas Sampaio    | Vincitore            |
|  | Ana Paula Minerato | Seconda classificata |
|  | Luka Ribeiro       | Terzo classificato   |
|  | Rayanne Morais     | Eliminata            |
|  | JP Mantovani       | Eliminato            |
|  | Marcelo Bimbi      | Eliminata            |
|  | Mara Maravilha     | Eliminata            |
|  | Carla Prata        | Eliminata            |
|  | Quelynah           | Eliminata            |
|  | Li Martins         | Eliminata            |
|  | Rebeca Gusmão      | Eliminata            |
|  | Thiago Servo       | Ritirato             |
|  | Ovelha             | Eliminato            |
|  | Veridiana Freitas  | Eliminata            |
|  | Edu K              | Eliminato            |
|  | Amaral             | Eliminato            |
|  | ------------------ | -------------------- |

## A Fazenda 9 (2017)
|  | Flávia Viana       | Vincitore            |
|  | Marcos Härter      | Secondo classificato |
|  | Matheus Lisboa     | Terzo classificato   |
|  | Monick Camargo     | Eliminata            |
|  | Rita Cadillac      | Eliminata            |
|  | Yuri Fernandes     | Eliminato            |
|  | Monique Amin       | Eliminata            |
|  | Marcelo Zangrandi  | Eliminato            |
|  | Ana Paula Minerato | Eliminata            |
|  | Aritana Maroni     | Eliminata            |
|  | Conrado            | Eliminato            |
|  | Nahim              | Eliminato            |
|  | Dinei              | Eliminato            |
|  | Fabio Arruda       | Eliminato            |
|  | Adriana Bombom     | Eliminata            |
|  | Nicole Bahls       | Eliminata            |
|  | ------------------ | -------------------- |

## A Fazenda 10 (2018)
|  | Rafael Ilha       | Vincitore            |
|  | João Zoli         | Secondo classificato |
|  | Caique Aguiar     | Terzo classificato   |
|  | Evandro Santo     | Eliminato            |
|  | Felipe Sertanejo  | Eliminato            |
|  | Cátia Paganote    | Espulsa              |
|  | Léo Stronda       | Eliminato            |
|  | Luane Dias        | Eliminata            |
|  | Fernanda Lacerda  | Eliminata            |
|  | Nadja Pessoa      | Espulsa              |
|  | Gabi Prado        | Eliminata            |
|  | Aloísio Chulapa   | Eliminato            |
|  | Perlla            | Eliminata            |
|  | Ana Paula Renault | Eliminata            |
|  | Sandro Pedroso    | Eliminato            |
|  | Vida Vlatt        | Eliminata            |
|  | ----------------- | -------------------- |

## A Fazenda 11 (2019)
|  | Lucas Viana        | Vincitore            |
|  | Hariany Almeida    | Seconda classificata |
|  | Diego Grossi       | Terzo classificato   |
|  | Sabrina Paiva      | Eliminata            |
|  | Rodrigo Phavanello | Eliminato            |
|  | Viny Vieira        | Eliminato            |
|  | Thayse Teixeira    | Eliminata            |
|  | Netto              | Eliminato            |
|  | Guilherme Leão     | Eliminato            |
|  | Andréa de Nóbrega  | Eliminata            |
|  | Bifão              | Eliminata            |
|  | Jorge Sousa        | Eliminato            |
|  | Tati Dias          | Eliminata            |
|  | Túlio Maravilha    | Eliminato            |
|  | Aricia Silva       | Eliminata            |
|  | Phellipe Haagensen | Espulso              |
|  | Drika Marinho      | Eliminata            |
|  | ------------------ | -------------------- |

## A Fazenda 12 (2020)
|  | Jojo Todynho        | Vincitore            |
|  | Biel                | Secondo classificato |
|  | Stéfani Bays        | Terza classificata   |
|  | Lipe Ribeiro        | Quarto classificato  |
|  | Tays Reis           | Eliminata            |
|  | Lidi Lisboa         | Eliminata            |
|  | Mateus Carrieri     | Eliminato            |
|  | Mariano             | Eliminato            |
|  | Jakelyne Oliveira   | Eliminata            |
|  | Raissa Barbosa      | Eliminata            |
|  | MC Mirella          | Eliminata            |
|  | Lucas Selfie        | Eliminato            |
|  | Juliano Ceglia      | Eliminato            |
|  | Victória Villarim   | Eliminata            |
|  | Luiza Ambiel        | Eliminata            |
|  | Carol Narizinho     | Eliminata            |
|  | Cartolouco          | Eliminato            |
|  | Rodrigo Moraes      | Eliminato            |
|  | JP Gadêlha          | Eliminato            |
|  | Fernandinho Beatbox | Eliminato            |
|  | ------------------- | -------------------- |

## A Fazenda 13 (2021)
Questa edizione del programma ha suscitato critiche negative praticamente unanimi sia da parte della critica televisiva sia da parte del pubblico. Durante una delle prime puntate del programma, il cantante Nego do Borel ha molestato la modella Dayane Mello, in quel momento ubriaca. La molestia, infatti, è avvenuta nella notte tra il 17 e il 18 settembre all'interno di una specie di tugurio. Il mancato intervento della produzione ha suscitato reazioni furiose, soprattutto considerando i precedenti penali del cantante, il quale ha a suo carico diverse accuse di abuso sessuale e violenza domestica da parte di sue precedenti fidanzate. Nella notte tra il 24 e il 25 settembre, invece, dopo un'altra festa, Nego abusa sessualmente della modella, complice la produzione che gli ha fornito un preservativo. La modella era estremamente ubriaca e Nego ne ha approfittato abusando di lei nella stanza dove dormivano anche gli altri concorrenti. Il pubblico si ribella sui social e inizia a chiedere a gran voce l'espulsione di Nego facendo pressione sugli sponsor. 
Ha suscitato indignazione anche il fatto che la produzione ha deciso di non mostrare a Dayane i filmati dell'accaduto, facendo sospettare che stessero applicando dei favoritismi nei confronti di Nego do Borel.
Tale notizia ha avuto diffusione anche in Italia, vista la notorietà di Dayane Mello anche in questo paese. Anche il programma televisivo italiano Le Iene si è interessato all'argomento, mandando degli inviati a intervistare Nego do Borel, senza ottenere nessun'intervista.
|  | Rico Melquiades       | Vincitore            |
|  | Arcrebiano            | Secondo classificato |
|  | Solange Gomes         | Terza classificata   |
|  | Marina Ferrari        | Quarta classificata  |
|  | Sthe Matos            | Eliminata            |
|  | Dynho Alves           | Eliminato            |
|  | Aline Mineiro         | Eliminata            |
|  | MC Gui                | Eliminato            |
|  | Mileide Mihaile       | Eliminata            |
|  | Dayane Mello          | Eliminata            |
|  | Gui Araujo            | Eliminato            |
|  | Valentina Francavilla | Eliminata            |
|  | Tiago Piquilo         | Eliminato            |
|  | Erasmo Viana          | Eliminato            |
|  | Tati Quebra Barraco   | Eliminata            |
|  | Lary Bottino          | Eliminata            |
|  | Victor Pecoraro       | Eliminato            |
|  | Erika Schneider       | Eliminata            |
|  | Mussunzinho           | Eliminato            |
|  | Nego do Borel         | Espulso              |
|  | Liziane Gutierrez     | Eliminata            |
|  | Medrado               | Ritirata             |
|  | Krawk                 | Polveriera           |
|  | Alisson Jordan        | Polveriera           |
|  | Mah Tavares           | Polveriera           |
|  | --------------------- | -------------------- |

## A Fazenda 14 (2022)
|                | Bárbara Borges      | Vincitore            |
|                | Bia Miranda         | Seconda classificata |
|                | Iran Malfitano      | Terzo classificato   |
|                | Pelé Milflows       | Eliminato            |
|                | André Marinho       | Eliminato            |
|                | Ellen Moranguinho   | Eliminata            |
|                | Pétala Barreiros    | Ritirata             |
|                | Deolane Bezerra     | Ritirata             |
|                | Kerline Cardoso     | Eliminata            |
|                | Ruivinha de Marte   | Eliminata            |
|                | Déborah Albuquerque | Eliminata            |
|                | Alex Gallete        | Eliminato            |
|                | Lucas Santos        | Eliminato            |
|                | Vini Büttel         | Eliminato            |
|                | Shay                | Espulso              |
|                | Tiago Ramos         | Espulso              |
|                | Thomaz Costa        | Eliminato            |
|                | Tati Zaqui          | Eliminata            |
|                | Rosiane Pinheiro    | Eliminata            |
|                | Ingrid Ohara        | Eliminata            |
|                | Bruno Tálamo        | Eliminato            |
|                | Baronesa            | Polveriera           |
| Rio de Janeiro | MC Créu             | Polveriera           |
|                | André Santos        | Polveriera           |
|                | Suzi Sassaki        | Polveriera           |
| -------------- | ------------------- | -------------------- |

## A Fazenda 15 (2023)
Questa edizione vedrà il ritorno della mascotte del reality (Galinho), nello stampo attuale. Inoltre, il Polveriera, che negli ultimi anni ha visto la partecipazione di sotto-celebrità e di ex partecipanti al reality, questa volta vedrà la partecipazione di dieci ex partecipanti al reality stesso, di cui solo quattro andranno alla sede centrale.
|  | Jaqueline Grohalski | Vincitore            |
|  | André Gonçalves     | Secondo classificato |
|  | Márcia Fu           | Terza classificata   |
|  | WL Guimarães        | Quarto classificato  |
|  | Tonzão Chagas       | Eliminato            |
|  | Lily Nobre          | Eliminata            |
|  | Nadja Pessoa        | Eliminata            |
|  | Shay                | Eliminato            |
|  | Cezar Black         | Eliminato            |
|  | Radamés Furlan      | Eliminato            |
|  | Yuri Meirelles      | Eliminato            |
|  | Kally Fonseca       | Eliminata            |
|  | Alicia X            | Eliminata            |
|  | Lucas Souza         | Ritirato             |
|  | Sander Mecca        | Eliminato            |
|  | Henrique Martins    | Eliminato            |
|  | Jenny Miranda       | Eliminata            |
|  | Kamila Simioni      | Eliminata            |
|  | Rachel Sheherazade  | Espulsa              |
|  | Cariúcha            | Eliminata            |
|  | Darlan Cunha        | Eliminato            |
|  | Nathalia Valente    | Eliminata            |
|  | Igor Freitas        | Polveriera           |
|  | Wendy Tavares       | Polveriera           |
|  | Erick Ricarte       | Polveriera           |
|  | Sol do Deboche      | Polveriera           |
|  | Lumena Aleluia      | Polveriera           |
|  | JP Venancios        | Polveriera           |
|  | ------------------- | -------------------- |

## A Fazenda 16 (2024)
|  | Sacha Bali         | Vincitore            |
|  | Sidney Sampaio     | Secondo classificato |
|  | Yuri Bonotto       | Terzo classificato   |
|  | Gui Vieira         | Quarto classificato  |
|  | Juninho Bill       | Eliminato            |
|  | Vanessa Carvalho   | Eliminata            |
|  | Gilson de Oliveira | Eliminato            |
|  | Albert Bressan     | Eliminato            |
|  | Flor Fernandez     | Eliminata            |
|  | Luana Targino      | Eliminata            |
|  | Flora Cruz         | Eliminata            |
|  | Fernando Presto    | Eliminato            |
|  | Babi Muniz         | Eliminata            |
|  | Gizelly Bicalho    | Eliminata            |
|  | Zé Love            | Eliminato            |
|  | Camila Moura       | Eliminata            |
|  | Fernanda Campos    | Ritirata             |
|  | Zaac               | Ritirato             |
|  | Julia Simoura      | Eliminata            |
|  | Suelen Gervásio    | Eliminata            |
|  | Cauê Fantin        | Eliminato            |
|  | Raquel Brito       | Ritirata             |
|  | Larissa Tomásia    | Eliminata            |
|  | Vivi Fernandez     | Eliminata            |
|  | D'Black            | Polveriera           |
|  | Geovana Chagas     | Polveriera           |
|  | Michael Calasans   | Polveriera           |
|  | Gabriela Rossi     | Polveriera           |
|  | ------------------ | -------------------- |

## A Fazenda 17 (2025)
In questa edizione, la dinamica del Paiol, presente nelle ultime edizioni è stata sospesa così come lo spettacolo dal vivo della domenica pomeriggio.